# 高岡保成
高岡 保成（たかおか やすなり、1983年1月12日 - ）は、日本の俳優。ウイントアーツ所属。
山口県下関市出身。身長174cm、スリーサイズB:90cm、W:72cm、H:94cm。靴のサイズは25.0cm。
1児の父。趣味はお菓子作り。

## 出演

### テレビドラマ
- EX「ジモトに帰れないワケあり男子の14の事情」5話（2021年5月9日）
- EX「刑事7人Ⅶ」第6話（2021年8月25日）－職員役【監督：安養寺工】

### 再現VTR
- TBS「水トク!『犯人に告ぐ!盗聴盗撮 怒りの追跡バスターズ 第3弾』」再現VTR（2017年10月11日）
- TBS「消えた天才」再現VTR（2019年2月24日）－望月重良役
- NHK「逆転人生・クラゲ水族館篇」（2019年6月17日）
- TBS「ワールド極限ミステリー」再現VTR（2019年12月11日）
- EX「戦国武将総選挙」（2019年12月28日）－伊達政宗役
- EX「林修の今でしょ!講座」再現VTR（2020年6月23日）
- AX「ザ!世界仰天ニュース」（2021年4月6日）－殺人犯と間違われた愛妻家役
- NHK「逆転人生#101スルガ銀行」（2022年3月14日※最終回）－冨谷皐介役

### CM
- ISUZU「つながる×みつめるトラック」篇
- 株式会社アクセルラボ「サービス連携」篇、「セキュリティ」篇
- ココス「包み焼きハンバーグ」
- ハウス食品「禁断のフルーチェ」
- ソニー生命保険「リモートコンサルティング」篇
- 読売KODOMO新聞「探せポケモン」
- トップバリュ「生活応援プロジェクト」
- 昭和天ぷら粉60周年「本物には印がある」篇
- ハウス食品「ハウスのグラタン」
- NTT東日本「同じ思いでつないでいく」篇
- KINTO
- ロゴス
- リプトン

### 舞台
- バルジライプロジェクト「十戒・序章戒」（2006年8月 、六行会ホール）
- バルジライプロジェクト「クォ・ヴァディス (QUO VADIS)」（2007年2月、六行会ホール）
- 劇団漂流船 第1回公演「涙の芸人ブルース 天使の羽～殺しても殺されても、幸せだった彼」（2007年10月、笹塚ファクトリー）
- 劇団漂流船 第2回公演「スターになった男～何も起こらないことの幸せ」（2008年5月、神楽坂die pratze）
- 劇団漂流船 第3回公演「ランナー」（2008年8月、笹塚ファクトリー）
- 劇団漂流船 第4回公演｢幽霊レストラン｣（2009年1月、笹塚ファクトリー）
- CAP企画Vol.1「人～サラン～」（2009年2月、劇場MOMO）
- KENプロデュース第5回公演「ASU」（2009年5月、コア・いけぶくろ）
- amipro「地図から消された島」（2009年10月、アドリブ小劇場）
- CAP企画「パ二・パ二・パニック」（2010年、池袋シアターグリーン）
- LIVES「神様に一番近い場所」（2010年10月、赤坂レッドシアター）
- CAP企画vol.3「東尋坊～命の番人～」（2011年1月、テアトルBONBON）
- 猿芝居 第1回公演「響く想う」（2011年11月、アドリブ小劇場）
- 猿芝居 第2回公演「日陰に輝く」（2012年11月、アドリブ小劇場）
- 猿芝居 第3回公演「ぼくのはははははのはは」（2013年8月、アドリブ小劇場）
- 猿芝居 第4回公演「どっかこっか」（2014年3月、シアターグリーン BASE THEATER）
- 劇団猿芝居「フールシェア」（2016年1月、劇小劇場）
- 劇団猿芝居「拝啓、魚屋さん」（2016年9月、萬劇場）
- 猿芝居 第10回公演「さるしばい」（2017年8月、OFF・OFFシアター）－日替わりゲスト
- 劇団希望舞台「焼け跡から」（2012～2017年、全国巡業）
- 平成時代劇 片肌☆倶利伽羅紋紋一座「ざ☆くりもん」第二十三回本公演「火消哀歌」（2018年8月、シアターグリーン BIG TREE THEATER）－太郎丸 役【脚本：朝比奈文邃／演出：浅野泰徳「火消哀歌」】
- “STRAYDOG”Produce『竜二 〜お父さんの遺した映画〜』（2018年10月、シアターグリーン BIG TREE THEATER）－太郎丸役【脚本・演出：森岡利行】
- WINTARTS 1st STAGE 2018『The Phantom Carol～聖夜の怪人～』（2018年12月、新宿角座）－高木和弘 役【作・演出：福島三郎】
- WINTARTS 2nd STAGE「謝罪会見プランナー」（2019年12月、新宿角座）－桜田正義 役【脚本：石田明(NON STYLE)／演出：長谷川優貴(クレオパトラ/エンニュイ)】